# Iraklidís (Attique)
Iraklidís (grec moderne : Ηρακλειδείς) est une localité située dans le dème d'Oropós, dans le district régional d'Attique-de-l'Est, dans la périphérie d'Attique, en Grèce.
Selon le recensement de 2021, elle compte 18 habitants.

## Tendance démographique
| année | 2001 | 2011 | 2021 |
| année | 98   | 68   | 18   |